# Podsmrečje
Podsmrečje – wieś w Słowenii, w gminie Lukovica. W 2018 roku liczyła 43 mieszkańców.